# Eugenia bojeri
Eugenia bojeri é uma espécie de planta da família Myrtaceae. É endêmica em Maurícia.